# Lisbourg
Lisbourg è un comune francese di 574 abitanti situato nel dipartimento del Passo di Calais nella regione dell'Alta Francia. Nel territorio comunale si trova la sorgente del fiume Lys

## Società

### Evoluzione demografica
Abitanti censiti